# Gavlevallen
Das Gavlevallen ist ein Fußballstadion in der schwedischen Stadt Gävle. Es ist seit 2015 die Spielstätte des Fußballvereins Gefle IF.

## Geschichte
Die Gefle IF spielte ab 1923 im Strömvallen. Die Anlage wurde in der Zwischenzeit mehrfach umgebaut, zuletzt wurde nach dem Aufstieg des Clubs in die Allsvenskan 2004 im Folgejahr unter anderem mit Stahlrohrtribünen die Kapazität erweitert. Nach einer für 2014 angekündigten Verschärfung der Anforderungen an die Stadien im schwedischen Profifußball durch den Landesverband vereinbarten der Verein und die Gemeinde Gävle einen Neubau, der das alte Stadion als Austragungsort für Heimspiele in der Allsvenskan ersetzen sollte.
Nachdem Anfang 2014 mit dem Neubau begonnen wurde, wurde das in direkter Nachbarschaft zur Gavlerinken Arena befindliche Stadion im Mai 2015 eröffnet. Das reine Fußballstadion bietet 6.432 Zuschauern Platz und verfügt über einen Kunstrasenplatz.